# Tadarida insignis
Tadarida insignis és una espècie de ratpenat de la família dels molòssids, que viu al Japó, la península de Corea i la Xina.

## Taxonomia
Anteriorment inclosa dins del ratpenat cuallarg europeu, actualment se la considera una espècie, tot i que alguns autors encara no accepten clarament aquesta nova consideració d'aquest clade.